# 马来似颈吸虫
马来似颈吸虫（学名：Isthmiophora malayanum）为棘口科似颈属的动物。分布于马来西亚、泰国、印度、印度尼西亚以及中国大陆的西南等地，营寄生生活，宿主人、猫、狗、猪、鼠以及寄生于肠中。